# Малое Султаново
Малое Султаново — деревня в Сафакулевском районе Курганской области. Входит в состав Камышинского сельсовета.

## История
До 1917 года входила в состав Сарт-Калмыкской волости Челябинского уезда Оренбургской губернии. По данным на 1926 год состояла из 64 хозяйств. В административном отношении входила в состав Султановского сельсовета Яланского района Челябинского округа Уральской области.

## Население
| 1989 | 2002 | 2010 |
| ---- | ---- | ---- |
| 106  | ↘85  | ↘56  |

По данным переписи 1926 года в деревне проживало 263 человека (124 мужчины и 139 женщин), в том числе: башкиры составляли 100 % населения.